# أودو همبل
أودو همبل (بالألمانية: Udo Hempel) مواليد 3 نوفمبر 1946 في دوسلدورف، ألمانيا الغربية، هو دراج ألماني سابق في صنف سباق الدراجات على المضمار. سبق أن شارك في دورة الألعاب الأولمبية الصيفية وفاز بميدالية أولمبية.

## الميداليات
| الميدالية | المسابقة                       |
| --------- | ------------------------------ |
| فضية      | الألعاب الأولمبية الصيفية 1968 |
| ذهبية     | الألعاب الأولمبية الصيفية 1972 |

## روابط خارجية
- أودو همبل على موقع أرشيف الدراجات (الإنجليزية)
- أودو همبل على موقع إحصائيات الدراجات الإحترافية (الإنجليزية)
- أودو همبل على موقع اللجنة الأولمبية الدولية (الإنجليزية)
- أودو همبل على موقع أوليمبيديا (الإنجليزية)